# Guillaume Lasceux
Guillaume Lasceux (né à Poissy le 3 février 1740 et mort à Paris le 28 mai 1831) est un organiste, improvisateur et compositeur français.

## Biographie
Il commença sa carrière d’organiste à la paroisse St-Martin de Chevreuse en 1758. Il s’installe à Paris en 1762, pour étudier la composition durant cinq ans avec Charles Noblet, organiste et claveciniste de l’Opéra. Il lui succédera à la tribune des Mathurins en 1769. La même année, il cumulera les postes d’organiste à St-Aure, et 10 ans plus tard, celui du couvent des Minimes, Place Royale, avec des postes similaires au Collège de Navarre et au Séminaire Saint-Magloire.
En 1769, il remplaça Claude-Nicolas Ingrain à l’orgue de l’église Saint-Étienne-du-Mont dont il devint officiellement titulaire en 1774. Durant la Révolution, il perdit la plupart de ses postes et dut gagner sa vie en accompagnant les cérémonies des théophilantropes à Saint-Étienne-du-Mont, convertie en «Temple de la Piété Filiale». Il reprit son poste d’organiste dès 1803, après que le culte catholique y fut rétabli, et se retira le 2 janvier 1819.
Reconnu comme virtuose autant à l’orgue qu’au clavecin ou au forte-piano, Lasceux se rendit célèbre par ses improvisations inspirées du Jugement Dernier.
Mort le 28 mai 1831, il est inhumé deux jours plus tard au cimetière du Montparnasse.

## Œuvres
Son œuvre comprend des pièces vocales, de la musique de chambre et de nombreuses pièces d’orgue.
- 1767 : Romances, dont Hommage à l’amour, Absence et retour, Les adieux de la violette.
- 1768 : Sonates pour le Forte-Piano, violon ad lib. (Livre 1).
- 1772 : Journal de pièces d'orgue contenant des messes, Magnificat et noëls (inédit) - Sonates pour le Forte-Piano (Livre 2).
- 1775 : Quatuor Op. 4 pour forte-piano, 2 violons et violoncelle.
- v. 1775 : Ariettes et petits airs.
- 1783 : Nouveau Journal de pièces d’orgue, no 1, Messe des Grands Solennels.
- 1783 : Pot-pourri d’airs connus pour clavecin, Op. 9.
- 1785 : Nouveau Journal de pièces d’orgue, no 2, Magnificat en fa majeur, no 3, Trois noëls variés pour l’orgue ou le clavecin.
- v. 1789 : Les époux réconciliés (comédie lyrique).
- 1804 : Messe pour chœur et orchestre.
- 1809 : Essai théorique et pratique sur l’art de l’orgue (manuscrit), comportant 26 exemples musicaux de tous genres avec les registrations.
- 1812 : Nouvelle suite de pièces d’orgue: 1. Messe des annuels et grands solennels, 2. Hymnes, proses et répons de l’office de la Fête-Dieu, 3. Messe des solennels mineurs (perdu).
- 1819 : Annuaire de l’organiste.
- 1820 : 12 Fugues pour orgue.
- Posth. : 2 Motets au Saint Sacrement.